# Самцхе-Джавахеті
Са́мцхе-Джавахе́ті (груз. სამცხე-ჯავახეთი; раніше Месхе́ті) — мхаре (край) у південній Грузії; адміністративний центр — Ахалцихе. Джавахеті складається з шести муніципалітетів:
- Адіґенський;
- Аспіндзійський;
- Ахалкалакський;
- Ахалцихський;
- Боржомський;
- Ніноцміндійський.

## Населення
За даними перепису 2014 року з-поміж 160 504 мешканців регіону відносну більшість населення складають етнічні вірмени (50,5%), дещо меншою є чисельність грузин (48,3%). Крім них, тут живуть росіяни — 712 осіб (0.4%) та 1205 (0.8%) представників інших національностей.
До краю входять 5 міст, 7 містечок (селищ міського типу), 258 сіл.